# Itinerário Principal

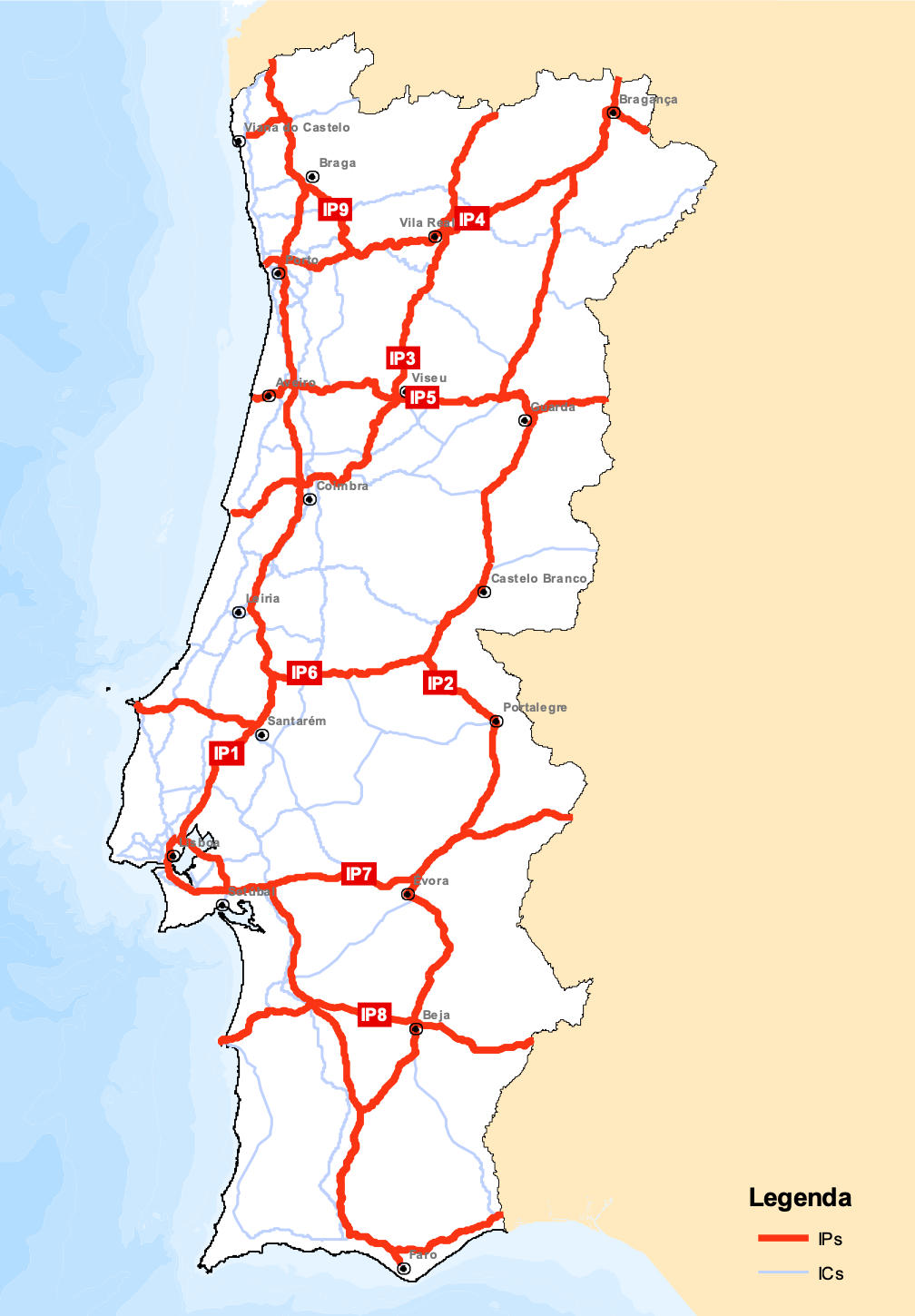
Rede de Itinerários Principais de Portugal

Os nove Itinerário Principal agrupam as principais ligações rodoviárias de Portugal, que agrupam a rede de autoestradas e constituem uma rede rodoviária fundamental, que tem como função a ligação entre todas as capitais de distrito, tal como a ligação entre os principais portos, aeroportos e postos de fronteira do país.  
Foram criados aquando da elaboração do Plano Nacional Rodoviário de 1985 (PRN 85), que desde aí, foram evoluídos e hoje estão constituídos pela grande parte por autoestradas. Pela grande parte, os Itinerários Principais não dispõe de uma nomenclatura oficial de uma estrada, mas sim de uma ligação, que inclui uma ou várias autoestradas. 
Um exemplo é o  IP 1  que liga Valença a Castro Marim, que incluí várias autoestradas, que se concentram na rede desse Itinerário Principal. De Valença até ao Porto é a  A 3 , do Porto até Carvalhos é a  A 20 , de Carvalhos até Lisboa é a  A 1 , de Lisboa a Palmela é a  A 12 , de Palmela até Tunes é a  A 2  e de Tunes a Castro Marim é a  A 22 . 
Os nove Itinerários Principais estão seguintemente constituídos: 
- O  IP 1  liga Valença, no distrito de Viana do Castelo, a Castro Marim, no distrito de Faro. Tem uma extensão total de 747 quilómetros e percorre o país de norte a sul, ligando os distritos de Viana do Castelo, Braga, Porto, Aveiro, Coimbra, Leiria, Santarém, Lisboa, Setúbal, Beja e Faro.
- O  IP 2  liga Portelo, no distrito de Bragança, a Faro. Tem uma extensão total de 701 quilómetros e percorre o país do nordeste ao sul, ligando os distritos de Bragança, Guarda, Castelo Branco, Portalegre, Évora, Beja e Faro.
- O  IP 3  liga Vila Verde da Raia, no distrito de Vila Real, à Figueira da Foz, no distrito de Coimbra. Tem uma extensão total de 279 quilómetros e liga os distritos de Vila Real, Viseu e Coimbra.
- O  IP 4  liga Matosinhos, no distrito do Porto, a Quintanilha, no distrito de Bragança, percorrendo o país de noroeste a nordeste. Tem uma extensão total de 223 quilómetros e liga os distritos de Porto, Vila Real e Bragança.
- O  IP 5  liga Aveiro a Vilar Formoso, no distrito da Guarda, percorrendo o país de centro-oeste a centro-leste. Tem uma extensão total de 198 quilómetros e liga os distritos de Aveiro, Viseu e Guarda.
- O  IP 6  liga Peniche, no distrito de Leiria, a Castelo Branco, percorrendo o país de centro-oeste a centro-leste. Tem uma extensão total de 203 quilómetros e liga os distritos de Leiria, Santarém e Castelo Branco.
- O  IP 7  liga Camarate, no distrito de Lisboa, a Elvas, no distrito de Portalegre, percorrendo o país de centro-oeste a centro-leste. Tem uma extensão total de 221 quilómetros e liga os distritos de Lisboa, Setúbal, Évora e Portalegre.
- O  IP 8  liga Sines, no distrito de Setúbal, a Vila Verde de Ficalho, no distrito de Beja, percorrendo o país de sudoeste a sudeste. Tem uma extensão total de 158 quilómetros e liga os distritos de Setúbal e Beja.
- O  IP 9  liga Viana do Castelo a Vila Real, percorrendo o país de noroeste a norte. Tem uma extensão total de 155 quilómetros e liga os distritos de Viana do Castelo, Braga, Porto e Vila Real.

## Lista
Segundo a última versão do Plano Nacional Rodoviário (PRN 2000), existem nove itinerários principais em Portugal:
| Estrada | Ligação                              | Sentido                     | Distritos                                                                                      | Extensão | Trajeto |
| ------- | ------------------------------------ | --------------------------- | ---------------------------------------------------------------------------------------------- | -------- | --- |
| IP 1    | Valença – Castro Marim               | Norte – Sul                 | Viana do Castelo, Braga, Porto, Aveiro, Coimbra, Leiria, Santarém, Lisboa, Setúbal, Beja, Faro | 747 km   | 117 km na A 3 Valença – Porto 23 km na A 20 Porto – Carvalhos 291 km na A 1 Carvalhos – Lisboa 36 km na A 12 Lisboa – Palmela 201 km na A 2 Palmela – Tunes 79 km na A 22 Tunes – Castro Marim |
| IP 2    | Portelo – Faro                       | Nordeste – Sul              | Bragança, Guarda, Castelo Branco, Portalegre, Évora, Beja, Faro                                | 701 km   | 18 km na N 103-1 Portelo – Bragança 10 km no IP 2 Bragança – Nogueira 32 km na A 4 Nogueira – Macedo de Cavaleiros 49 km no IP 2 Macedo de Cavaleiros – Junqueira 19 km na N 102 Junqueira – Pocinho 61 km no IP 2 Pocinho – Celorico da Beira 15 km na A 23 Celorico da Beira – Guarda 136 km na A 25 Guarda – Gardete 27 km no IP 2 Gardete – Alpalhão 21 km na N 18 Alpalhão – Portalegre 58 km no IP 2 Portalegre – Estremoz 30 km na A 6 Estremoz – Évora 27 km na N 18 Évora – São Manços 52 km no IP 2 São Manços – São Matias 10 km na N 18 São Matias – Beja 54 km no IP 2 Beja – Ourique 62 km na A 2 Ourique – Tunes 20 km na A 22 Tunes – Faro |
| IP 3    | Vila Verde da Raia – Figueira da Foz | Norte – Centro-oeste        | Vila Real, Viseu, Coimbra                                                                      | 279 km   | 162 km na A 24 Vila Verde da Raia – Viseu 77 km no IP 3 Viseu – Coimbra 40 km na A 14 Coimbra – Figueira da Foz |
| IP 4    | Matosinhos – Quintanilha             | Noroeste – Nordeste         | Porto, Vila Real, Bragança                                                                     | 223 km   | 223 km na A 4 Matosinhos – Quintanilha |
| IP 5    | Aveiro – Vilar Formoso               | Centro-oeste – Centro-leste | Aveiro, Viseu, Guarda                                                                          | 198 km   | 198 km na A 25 Aveiro – Vilar Formoso |
| IP 6    | Peniche – Castelo Branco             | Centro-oeste – Centro-leste | Leiria, Santarém, Castelo Branco                                                               | 203 km   | 16 km no IP 6 Peniche – Óbidos 4 km na A 8 Óbidos – Caldas da Rainha 39 km na A 15 Caldas da Rainha – Santarém 27 km na A 1 Santarém – Torres Novas 117 km na A 23 Torres Novas – Castelo Branco |
| IP 7    | Camarate – Elvas                     | Centro-oeste – Centro-leste | Lisboa, Setúbal, Évora, Portalegre                                                             | 221 km   | 11 km na IP 7 Camarate – Ponte 25 de Abril 56 km na A 2 Ponte 25 de Abril – Marateca 154 km na A 6 Marateca – Elvas |
| IP 8    | Sines – Vila Verde de Ficalho        | Sudoeste – Sudeste          | Setúbal, Beja                                                                                  | 158 km   | 9 km na A 26 Sines – Santiago do Cacém 37 km na A 26 Santiago do Cacém – Santa Margarida do Sado 13 km na A 26 Santa Margarida do Sado – Malhada Velha 99 km no IP 8 Malhada Velha – Vila Verde de Ficalho |
| IP 9    | Viana do Castelo – Vila Real         | Noroeste – Norte            | Viana do Castelo, Braga, Porto, Vila Real                                                      | 155 km   | 24 km na A 24 Viana do Castelo – Ponte de Lima 35 km na A 3 Ponte de Lima – Braga 17 km na A 11 Braga – Guimarães 9 km na A 7 Guimarães – Vizela 24 km na A 11 Vizela – Castelões 46 km na A 4 Castelões – Vila Real |